# Behaarte Ruellie
Die Behaarte Ruellia (Ruellia humilis) ist eine Pflanzenart aus der Gattung Ruellien (Ruellia) innerhalb der Familie der Akanthusgewächse (Acanthaceae). 

## Beschreibung

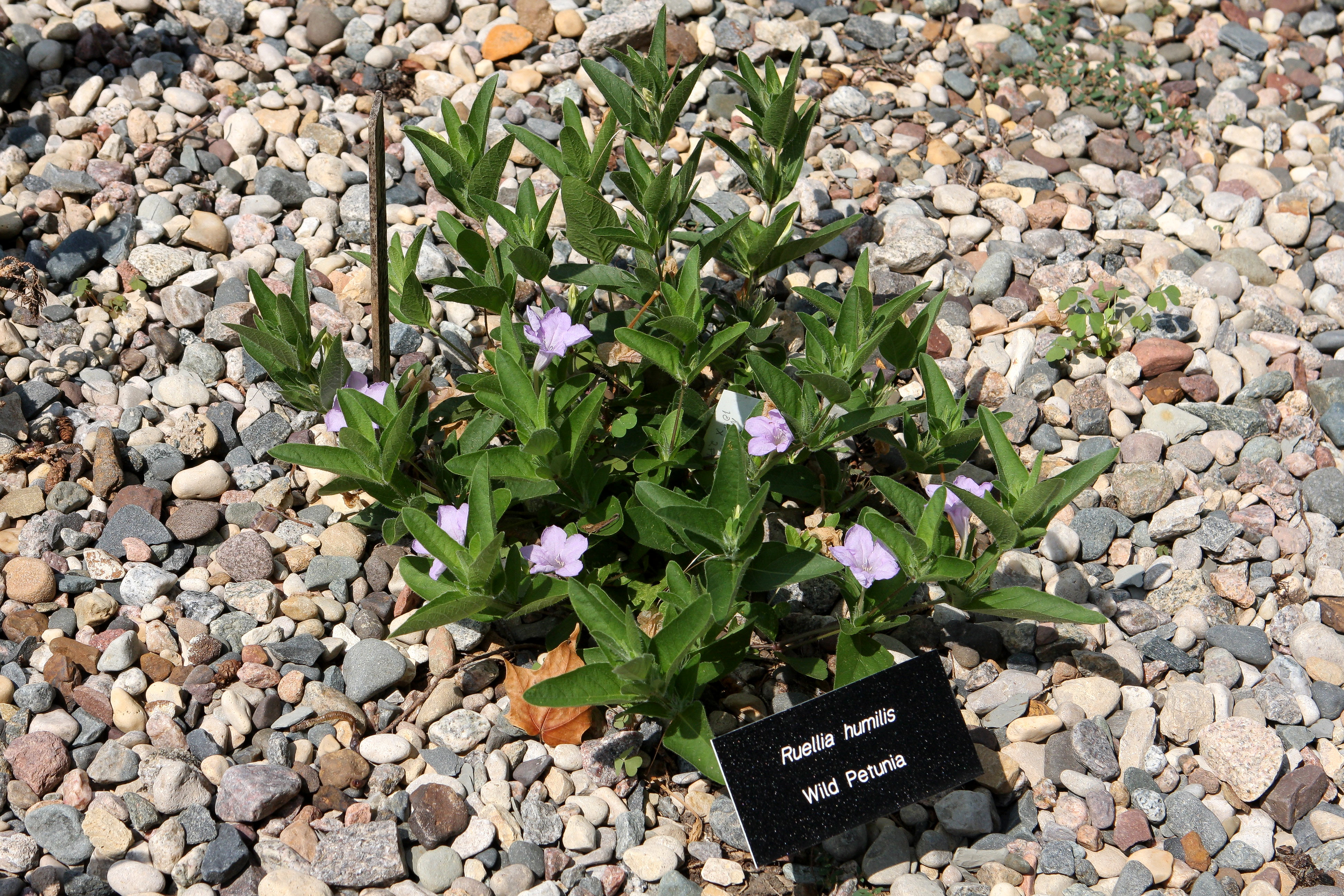
Habitus

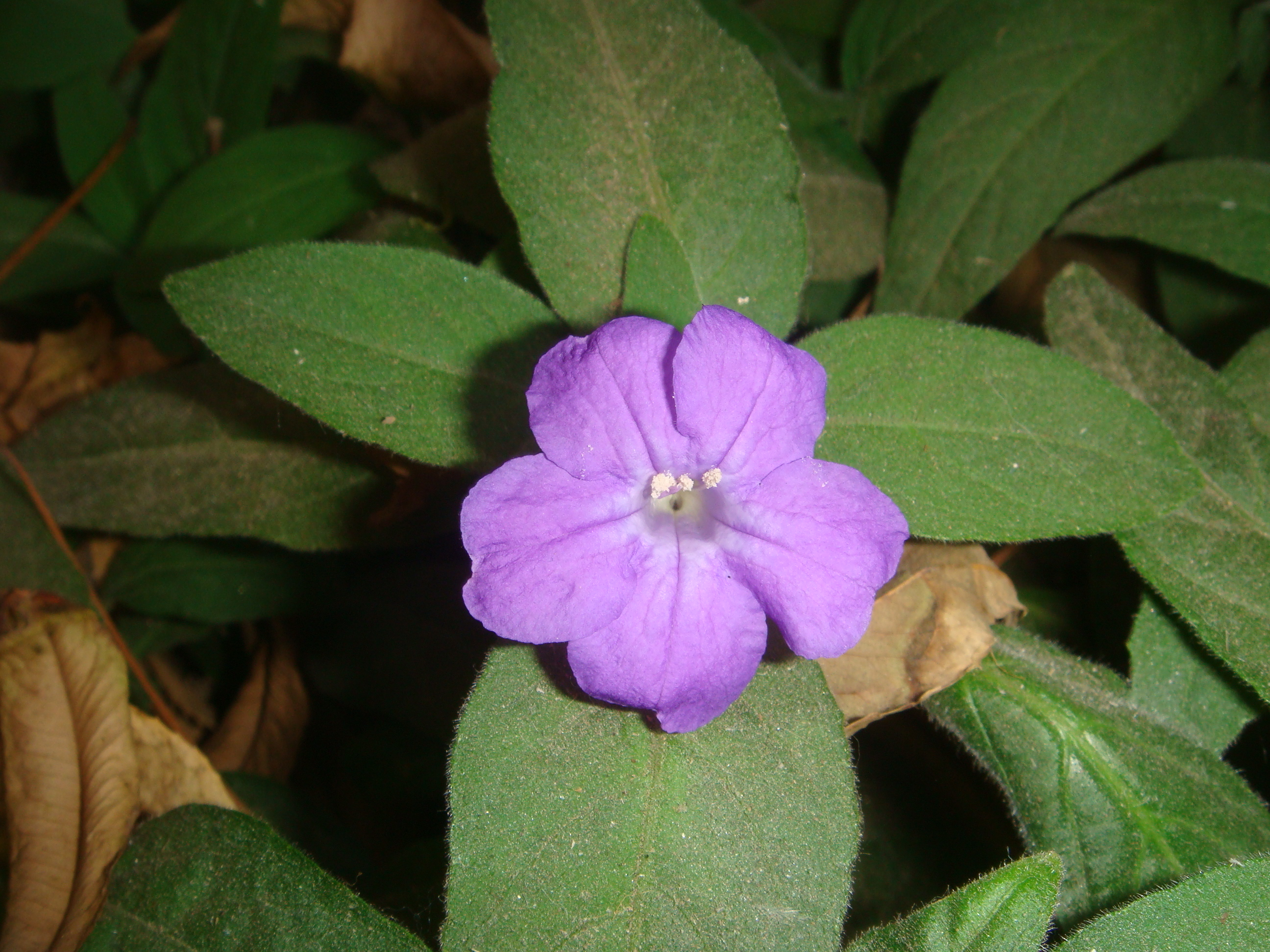
Blüte

### Vegetative Merkmale
Die Behaarte Ruellie ist ein ausdauernde, krautige Pflanze oder ein Zwergstrauch und erreicht Wuchshöhen von 40 bis 50, selten bis zu 80 Zentimetern. Der Stängel ist weiß- bis flaumig behaart.
Die Laubblätter sind länglich bis eiförmig, bis 15 Zentimeter lang und bis 2,5 Zentimeter breit, sitzend oder kurz gestielt und am Rand gewimpert. 

### Generative Merkmale
Die Blütezeit reicht von Juni bis August. Die zwittrige Blüte ist zygomorph mit doppelter Blütenhülle. Die Kelchzipfel sind bei einer Länge von bis zu 2,5 Zentimetern linealisch. Die violette bis blaue, selten auch weiße Krone ist bis zu 8 Zentimeter lang.

## Vorkommen
Die Behaarte Ruellie kommt im warmen bis warmgemäßigten östlichen bis mittleren Nordamerika vor. Sie gedeiht auf trockenen Hängen und in lichten Wäldern.

## Taxonomie
Die Erstbeschreibung von Ruellia humilis erfolgte 1835 durch Thomas Nuttall in Transactions of the American Philosophical Society, Serie 2, Band 5, Seite 182.
Je nach Autor gibt es einige Varietäten oder sie gelten als Synonyme.

## Nutzung
Die Behaarte Ruellie wird selten als Zierpflanze in Rabatten, Naturgärten und Gehölzgruppen genutzt.